# The Providers
The Providers is de twaalfde aflevering van het elfde seizoen van de televisieserie ER, die voor het eerst werd uitgezonden op 27 januari 2005.

## Verhaal
Dr. Carter krijgt een zestienjarig meisje onder behandeling met nieruitval nadat zij een nieuw medicijn nam na haar niertransplantatie. De dokter van het meisje is een oude bekende van dr. Carter, het is zijn oude student George Henry. Het blijkt dat Henry betaald wordt door de fabrikant van het medicijn. Als blijkt dat de nier uitvalt, pleegt haar vader zelfmoord zodat zijn laatste nier gebruikt kan worden om haar te redden. Dr. Carter plaatst op het internet een bericht over de gevaren van het medicijn, dit zorgt ervoor dat de fabrikant stopt met het sponsoren van het ziekenhuis. Dit zorgt voor veel woede van dr. Weaver en dr. Lewis. 
Dr. Lockhart krijgt van haar student Jake Scanlon dat hij romantische gevoelens voor haar heeft. 

## Rolverdeling

### Hoofdrollen
- Noah Wyle - Dr. John Carter
- Maura Tierney - Dr. Abby Lockhart
- Goran Višnjić - Dr. Luka Kovac
- Sherry Stringfield - Dr. Susan Lewis
- Parminder Nagra - Dr. Neela Rasgrota
- Shane West - Dr. Ray Barnett
- Laura Innes - Dr. Kerry Weaver
- Leland Orser - Dr. Lucien Dubenko
- Chad Lowe - Dr. George Henry
- Linda Cardellini - verpleegster Samantha 'Sam' Taggart
- Lily Mariye - verpleegster Lily Jarvik
- Yvette Freeman - verpleegster Haleh Adams
- Montae Russell - ambulancemedewerker Dwight Zadro
- Louie Liberti - ambulancemedewerker Bardelli
- Eion Bailey - Jake Scanlon

### Gastrollen (selectie)
- Tom Irwin - Gabriel Milner
- Laura Leigh Hughes - Mrs. Milner
- Megan Henning - Katie Milner
- Ed Bernard - Mr. Klossey
- Larry Bagby - tweede verslaggever
- Emily Kosloski - Amanda
- Brady Smith - Rod